# Ochotona argentata
Ochotona argentata (Пискуха алашанська) — вид зайцеподібних гризунів родини пискухових (Ochotonidae). 

## Поширення
Ендемік Китаю. Трапляється лише у горах Алашань. 

## Опис
Тіло сягає 22 см завдовжки. М'яке хутро сіро-коричневого забарвлення. 

## Спосіб життя
Мешкає у аридній зоні у горах, тримається у рідких хвойних лісах або на відкритих схилах серед заростей берези, тополі та ялівця. Живиться травою, у зимову сплячку не впадає, а робить запаси їжі із сухої трави, листя.